# Hamburger Polizeikommission
Die Hamburger Polizeikommission war ein politisches Gremium in Hamburg mit der Aufgabe, „interne Fehlentwicklungen und daraus folgende Gefährdungen der Einhaltung rechtsstaatlichen Verhaltens der Polizei zu erkennen und darüber zu berichten“.(§2, Abs. 1 des Gesetzes über die Polizeikommission – GPK)

## Geschichte
Der Untersuchungsausschuss „Hamburger Polizei“, der nach dem Hamburger Polizeiskandal eingesetzt wurde, empfahl die Einrichtung einer solchen Kommission. 1998 wurde diese Empfehlung auf Wunsch der Grün-Alternativen Liste Hamburg von der damaligen Rot-Grünen Regierung (Senat Runde) per Gesetz vom 16. Juni 1998 umgesetzt und die Kommission am 1. September 1998 eingesetzt. Sie bestand bis zum Regierungswechsel 2001 (Senat von Beust I). 2008 sprach sich Joachim Lenders, Chef der Deutschen Polizeigewerkschaft, gegen eine Wiedereinführung aus: "'Ich habe nichts gegen Kontrolle, welche es übrigens gibt. Doch das Gremium würde ein unberechtigtes Misstrauen gegenüber der Polizei signalisieren.'"

## Ziele
Neben der eingangs erwähnten Aufgabe Fehlentwicklungen zu erkennen und darüber zu berichten sah der Untersuchungsausschuss laut Begründung für das Gesetz über die Polizeikommission folgende Ziele für die Kommission:
- "Überwindung der […] Mauer des Schweigens in der Polizei"
- "unvoreingenommene Prüfung gemeldeter Vorfälle ohne persönliche Rücksichtnahme"
- "Schutz aussagewilliger Polizeibeamter gegen Mobbing"
- "fallübergreifende Strukturanalysen als Frühwarnsystem für Fehlentwicklungen"

## Aufbau
Organisatorisch war sie bei der Innenbehörde angesiedelt. Die Dienst- und Rechtsaufsicht, aber nicht die Fachaufsicht, oblag dem Innensenator. An Weisungen war die Kommission nicht gebunden (§2, Abs. 2 des Gesetzes über die Polizeikommission – GPK). Die Mitglieder wurden durch den Hamburger Senat berufen (§1 Abs. 2. GPK), wobei die Berufung für vier (und auf Empfehlung des Untersuchungsausschusses für die erstmaligen Mitglieder zwei - §10 GPK) Jahre gelten sollte (§1 Abs. 3 GPK). Die Mitglieder waren die Rechtsanwälte Ingrid Soehring und Ralf Heine sowie der Soziologe und Kriminologe Fritz Sack. Bürger und Polizisten hatten die Möglichkeit, sich (bei Polizisten: ohne Einhaltung des Dienstwegs) an die Kommission zu wenden (§6 GPK). Die Kommission selbst hatte das Recht auf Auskunft und Akteneinsicht (§4 GPK), sowie der jederzeitige, unangemeldete Zutritt zu allen Diensträumen (§4 GPK). Über ihre Arbeit hatte die Kommission jährlich über den Senat der Hamburgischen Bürgerschaft einen Bericht vorzulegen (§5 GPK).

### Kosten
Die Mitglieder der Kommission arbeiteten zwar ehrenamtlich (§1 Abs. 2 Satz 1 des Gesetzes über die Polizeikommission), erhielten aber eine Aufwandsentschädigung nach dem Entschädigungsleistungsgesetz (§9 GPK), ungefähr 40 DM pro Sitzung. Die Kommission verfügte zudem über eigene Amtsräume und beschäftigte mehrere hauptamtliche Mitarbeiter (Karen Plath, Juristin und Oberregierungsrätin, und Werner Lehne, Psychologe, Kriminologe und wissenschaftlicher Mitarbeiter) was jährliche Kosten in Höhe von 380.000 DM (davon 100.000 DM aus dem Haushalt für die Polizei) verursachte. Der Senat ging von jährlich rund 386.000 DM aus (ca. 330.000 DM Personalausgaben und rund 56.000 DM Sach- und Fachausgaben).

## Kritik
In der Welt wurde die Kommission kritisiert, weil sie seit fast einem Jahr nach außen nicht in Erscheinung getreten sei. So war die letzte Pressemitteilung fast ein Jahr alt und auch der fällige Jahresbericht erschien nicht rechtzeitig. "Kritiker von CDU und Gewerkschaften [hielten] die Polizeikommission […] für überflüssig und kontraproduktiv." Von dieser Seite wurden auch die Kosten für die Kommission kritisiert.